# Seller-Gletscher
Der Seller-Gletscher ist ein deutlich umgrenzter, etwa 32 km langer und bis zu 6,5 km breiter Gletscher an der Fallières-Küste des Grahamlands auf der Antarktischen Halbinsel. Er fließt in westlicher Richtung zum Forster-Piedmont-Gletschers, den er nördlich des Flinders Peak erreicht.
Eine erste grobe Kartierung nahmen Teilnehmer der British Graham Land Expedition (1934–1937) vor. Die Vermessung des Gletschers erfolgte 1958 durch den Falkland Islands Dependencies Survey. Das UK Antarctic Place-Names Committee benannte den Gletscher 1962 nach dem englischen Hydrographen und Kartografen John Seller (≈1630–1697), der 1671 das erste Standardwerk zur Navigation in England veröffentlichte und die Funktion magnetischer Kompasse verbesserte.